# Nelsonia (animal)
Pour les articles homonymes, voir Nelsonia.
Genre
Nelsonia est un genre de rongeurs de la famille des Cricétidés. Les deux espèces de ce genre sont endémiques au Mexique.

## Liste des espèces
Selon Mammal Species of the World (version 3, 2005)  (13 mars 2016) et ITIS (13 mars 2016) :
- Nelsonia goldmani Merriam, 1903
- Nelsonia neotomodon Merriam, 1897